# Liste der Monuments historiques in Saint-Crépin-Ibouvillers
Die Liste der Monuments historiques in Saint-Crépin-Ibouvillers führt die Monuments historiques in der französischen Gemeinde Saint-Crépin-Ibouvillers auf.

## Liste der Bauwerke
| Bezeichnung                   | Beschreibung              | Standort | Kennzeichnung | Schutzstatus | Datum | Bild           |
| ----------------------------- | ------------------------- | -------- | ------------- | ------------ | ----- | -------------- |
| Kirche St-Crépin-St-Crépinien | Erbaut im 13. Jahrhundert | (Lage)   | PA00114854    | Classé       | 1912  | weitere Bilder |

## Liste der Objekte

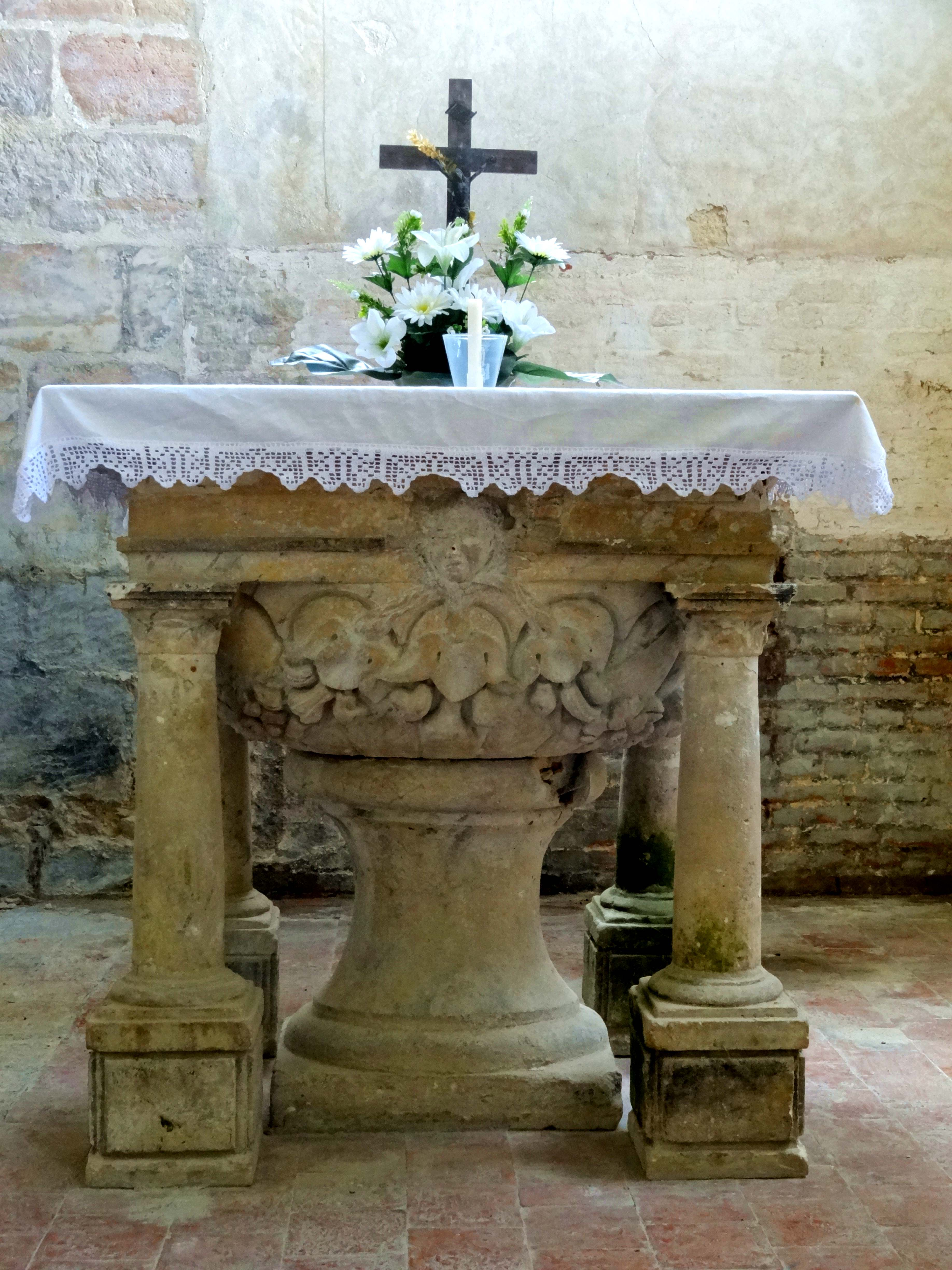
Taufbecken in Saint-Crépin-Ibouvillers

- Monuments historiques (Objekte) in Saint-Crépin-Ibouvillers in der Base Palissy des französischen Kultusministeriums

Siehe auch: Taufbecken (Saint-Crépin-Ibouvillers)